# 山本準一
山本 準一（やまもと じゅんいち、1891年（明治24年）1月23日 - 1940年（昭和15年）4月13日）は、大日本帝国陸軍軍人。最終階級は陸軍少将。功三級。

## 経歴
1891年（明治24年）に岡山県で生まれた。陸軍士官学校第24期卒業。日中戦争勃発後は中級優秀幹部確保のために、陸軍将校生徒試験常置委員として陸軍士官学校第53期生の大量募集について関与した。1937年（昭和12年）11月1日に陸軍歩兵大佐進級と同時に広島陸軍幼年学校訓育部長に就任し、1939年（昭和14年）1月に独立歩兵第12連隊長（駐蒙軍・第26師団・第26歩兵団）に転じた。1940年（昭和15年）3月9日に広島陸軍幼年学校長に就任したが、4月13日に死去。同日任陸軍少将。